# Aparapita
El aparapita (también llamado K’epiri, del aimara k’epi que quiere decir bulto y el sufijo iri de oficio) es una persona encargada de transportar en sus espaldas diferentes artículos comerciales en los mercados de Bolivia. Son varones de origen aimara que migraron a las ciudades a raíz de la pobreza. En 2019 un estudio municipal en la ciudad de La Paz estimaba que el 60% de las personas que ejercían este oficio vivían en condiciones de pobreza moderada y extrema.

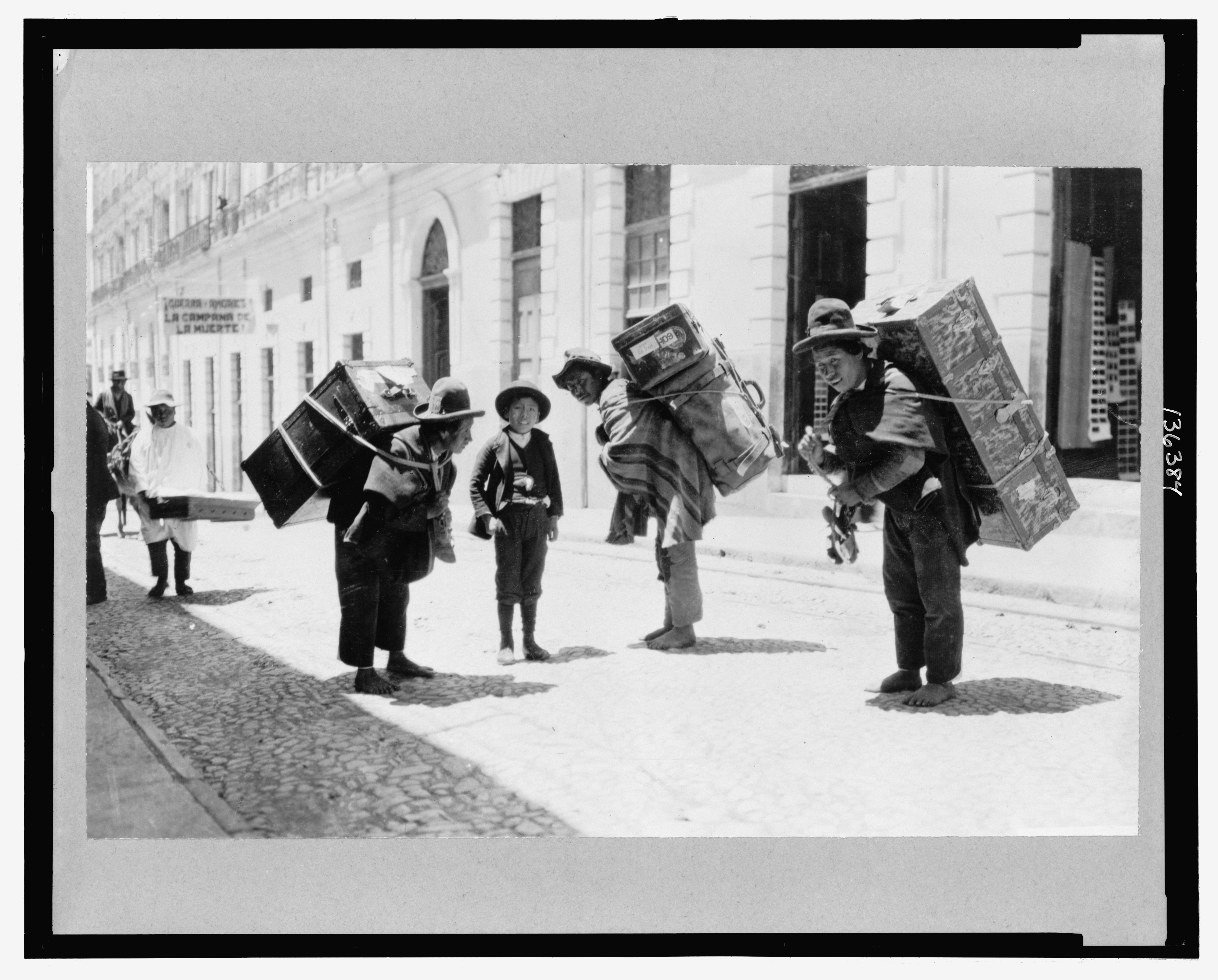
Aparapitas en la calle Comercio de La Paz, imagen tomada entre 1890 y 1923.

## Etimología
La palabra "aparapita" proviene del idioma aimara. El escritor paceño Jaime Saenz (1921-1986) traduce “aparapita” como "el que carga", aunque también puede traducirse como "llévamelo".
Es probable que el término provenga de una combinación de las palabras "apiri" que quiere decir "persona que lleva" y "apita" que se puede traducir como "llevame" o "cargado".

## Indumentaria del aparapita
Una de las características principales del aparapita en su vestimenta es su pantalón raído y particularmente su saco lleno de remiendos.

Desde un punto de vista literario, la descripción de estos retazos que ofrece Jaime Saenz en la novela "Felipe Delgado" (1979) es probablemente la más influyente y de ella han derivado conceptos filosóficos y académicos:
"[Felipe Delgado] Tenía ante sus ojos remiendos de todo tamaño y de toda forma; los había de las más variadas telas, pero sin embargo, el color era uno solo, pues la diversidad de colores había sin duda experimentado innumerables mutaciones hasta adquirir el color del tiempo, que era uno solo. Felipe Delgado vio remiendos tan pequeños como una uña, y tan grandes como una mano; vio remiendos de cuero y de terciopelo, de tocuyo, de franela, de seda y de bayeta, de jerga y de paño, de goma, de diablofuerte, de cotense y de gamuza, de lona y de hule. Vio remiendos en forma circular y cuadrada, triangular y poligonal, algunos espléndidamente trazados, unos feos otros bonitos, pero todos muy bien cosidos, y, desde luego, con los más diversos materiales: hilo, pita, cordel, cable eléctrico, guato de zapato, alambre o tiras de cuero. En la extensión de la espalda que abarcaba en campo visual, a una distancia de diez o quince centímetros, Delgado alcanzaría a contar una cosa de treinta remiendos como si nada."
Además del saco, el aparapita suele llevar una soga fabricada de cuero de oveja o llama que llega a los tres metros de longitud. Esta soga la lleva en la mano o enrollada en la cintura.
Finalmente está el manteo, normalmente fabricado de tocuyo, que sirve para cargar varios elementos sueltos y que puede utilizarse como colchón para dormir debido a su extenso tamaño.

## Aspecto sociológico
El aparapita, como personaje, fue explorado por el misterio de su existencia. Eso explica las vastas representaciones artísticas y académicas que se hicieron sobre él.
Este personaje no encaja en la estratificación social boliviana de la época republicana, ya que no se le puede considerar ni blanco, ni mestizo, ni indígena. Es totalmente discriminado en todos los grupos sociales existentes.

El aparapita puede ser considerado anárquico ya que no tiene la necesidad de superarse o siquiera pertenecer plenamente a la sociedad. Su carácter solitario le hace habitar siempre en las fronteras urbanas, tomando como espacios principales los mercados y tambos. Aunque pasará la mayor parte de su tiempo en basurales y recovecos.

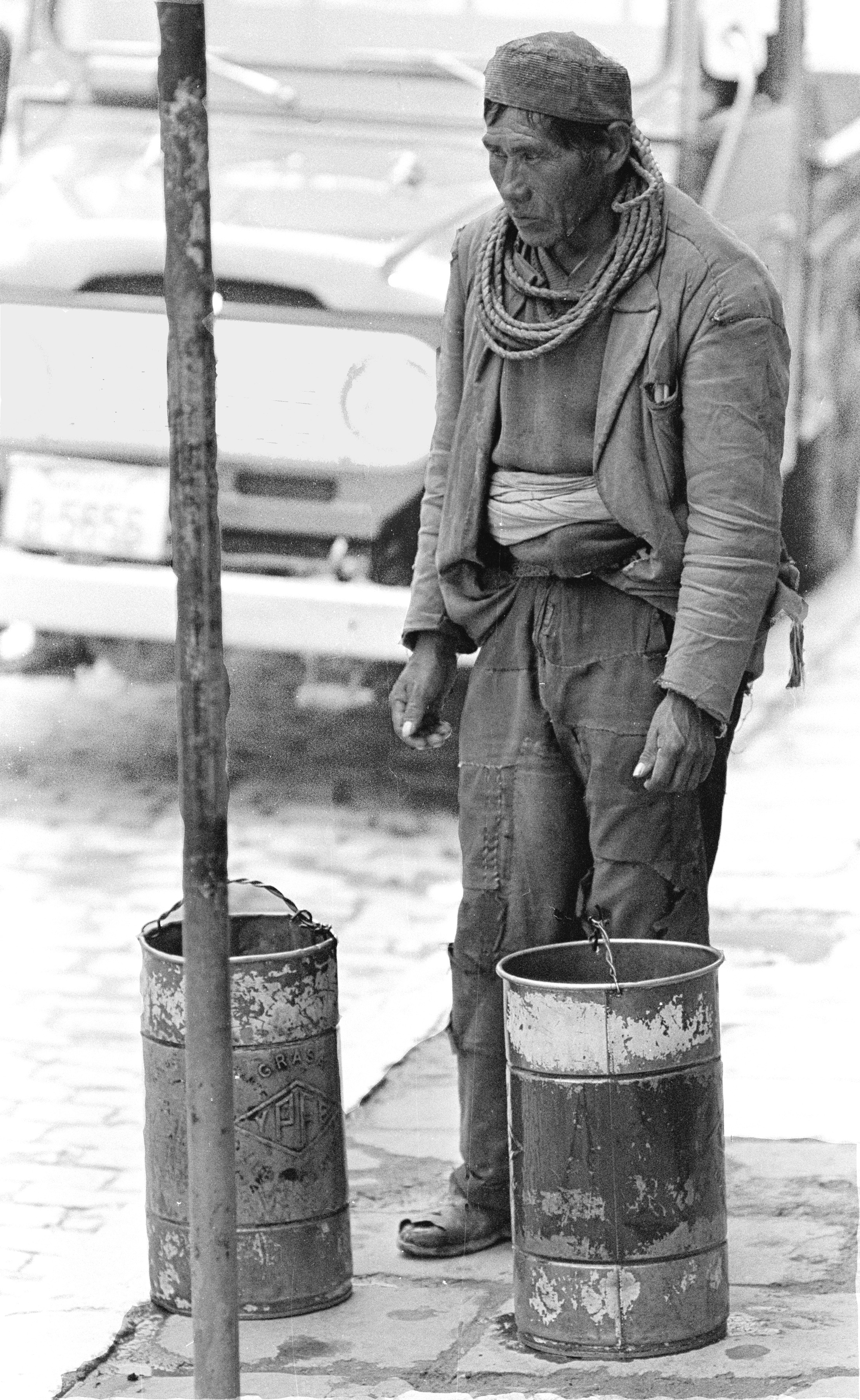
Fotografía de un aparapita publicada en el libro "Imágenes Paceñas"

El excesivo consumo de alcohol y el masticado de la hoja de coca para soportar las duras condiciones del altiplano se hicieron característicos en él. Su alta resistencia etílica es un tema recurrente en las obras literarias. Los autores no dudan en remarcar que es el alcohol el que finalmente dará fin a la vida del aparapita.

## Profesión moderna
Aunque el término se sigue utilizando en varias regiones de Bolivia, sobre todo en mercados populares como la Feria de la ciudad de El Alto, la profesión se ha ido modernizando. Los aparapitas modernos, dejaron atrás la vestimenta antes mencionada por ropa más convencional.
Últimamente utilizan pequeños carros metálicos y tienen tarifas fijas para el transporte de productos, pero su situación económica sigue siendo precaria.

## En la cultura

### En la literatura
El aparapita es un personaje fundamental en la obra literaria de Jaime Saenz. Aparece en la mayoría de sus publicaciones, aunque con mayor énfasis en:
- El aparapita de La Paz,[4] un ensayo publicado en la Revista Vertical (1972) donde condensa su aproximación a este personaje urbano.
- Felipe Delgado,[5] novela publicada en 1979. En esta obra los aparapitas aparecen como compañeros de bebida del personaje principal. Además, se hace un análisis detallado del saco de aparapita, que juega un rol protagónico a lo largo de la obra.
- Imágenes Paceñas,[6] donde hace una descripción en prosa del aparapita, acompañada de fotografías de Javier Molina Barrios.[7]

Igualmente, este personaje andino aparece en la obra del cronista paceño Víctor Hugo Viscarra (1958-2006).
- Borracho estaba pero me acuerdo,[8] libro de memorias editado en 2002. En esta obra se relatan aspectos cotidianos de la vida de los aparapitas remarcando su alcoholismo y la sobrevivencia en las noches paceñas.

### En el teatro
La referencia teatral principal es la obra "Aparapita" de David Mondacca, donde el actor utiliza fragmentos de los primeros capítulos de la novela "Felipe Delgado" y hace énfasis en el saco de aparapita que se convierte en el personaje/objeto principal de la obra.

### En la música
El grupo Atajo compuso la canción "Aparapita" en la que relata la historia de un campesino que tiene que migrar a la ciudad dejando atrás a su familia para convertirse en cargador. En las letras se denuncia de forma explícita la discriminación hacia este oficio.

### En la pintura
El aparapita es un personaje recurrente en las obras de los pintores bolivianos Ricardo Flores Quispe (1953) y Enrique Arnal (1932-2016). Igualmente aparece en algunos trabajos del artista Gastón Ugalde (1946).

### En la gestión cultural
Elías Blanco Mamani administra un proyecto cultural de difusión y registro artístico llamado "Museo del Aparapita".